# 데이비드 미첼 (작가)

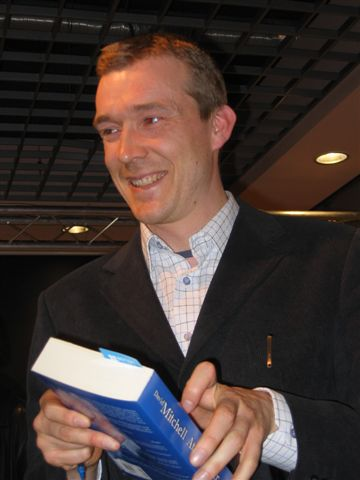

데이비드 미첼(David Mitchell, 1969년 1월 12일 ~ )은 영국의 소설가이다.